# Индра (посёлок)
Индра — посёлок в Тавдинском городском округе Свердловской области России. Входит в состав Ленинского сельсовета. 

## Географическое положение
Посёлок Индра муниципального образования «Тавдинском городском округе» Свердловской области расположен в 46 километрах (по автотрассе в 68 километрах)к северу от города Тавда, между лесом и заболоченным западным берегом озера Большая Индра. Климат континентальный с холодной зимой и тёплым летом.

## История посёлка
Посёлок был основан в 1931 году как поселок для раскулаченных спецпереселенцев с Кубани, Украины, Белоруссии.

## Население
| 2002 | 2010 |
| ---- | ---- |
| 7    | ↘2   |